# Antoine Burban

a Compétitions nationales et continentales officielles uniquement.

b Matchs officiels uniquement.
Dernière mise à jour le 12 juin 2022.
Antoine Burban, né le 22 juillet 1987 à Neuilly-sur-Seine (Hauts-de-Seine), est un joueur de rugby à XV français qui évolue au poste de troisième ligne aile au sein de l'effectif du Stade français Paris.
Avec le Stade français, il devient champion de France en 2007 et 2015 et remporte le Challenge européen en 2017.

## Carrière

### En club
Arrivé au Stade français à 19 ans en provenance du PUC à l'été 2006, il est une des révélations de l'automne de son nouveau club. Fabien Galthié en fait un titulaire en 3e ligne. Il participe notamment à la dernière victoire des Parisiens à Toulouse. 
Il obtient à la fin de cette saison la récompense de meilleure révélation à la Nuit du rugby 2007.
Il confirme lors de la saison 2007-2008, poussant même l'emblématique Rémy Martin sur le banc lors de la défaite en demi-finale du championnat à Bordeaux contre Toulouse. 
Une grave blessure au dos le tient éloigné des terrains pendant la saison 2008/2009. Il retrouve les terrains en septembre 2009 et est même appelé en équipe de France pour la tournée d'automne. Mais blessé au pouce, il doit renoncer à cette sélection.
En 2015, il joue un rôle clé dans le titre de Champion de France de son club. 
Durant la saison 2016-2017, Antoine Burban joue 19 matchs marquant deux essais. Le Stade français se qualifie jusqu'en finale du Challenge européen où il affronte les Anglais de Gloucester. Pour ce match, il est titulaire en troisième ligne et son équipe qui s'impose sur le score de 25 à 17,. En championnat, les Parisiens terminent à la septième place et ne qualifient donc pas pour les phases finales. 
À la fin de cette saison, il est récompensé par l'Oscar de bronze, lors des Oscars du Midi olympique de 2017.
En 2022, après quinze saisons jouées avec le Stade français, Antoine Burban décide de mettre un terme à sa carrière.

### En équipe nationale
Au 28 février 2016, Antoine Burban compte quatre capes internationale en équipe de France. Il honore la première de celle-ci le 1er février 2014 contre l'Angleterre .
Il participe à deux éditions du Tournoi des Six Nations, en 2014 et 2016.
Il compte par ailleurs des sélections dans les équipes de jeunes. Il dispute cinq matchs du championnat du monde des moins de 19 ans disputé à Dubaï.
En juin 2015, il est sélectionné dans l'équipe des Barbarians français pour participer à la tournée en Argentine et affronter les Pumas,.

## Style de jeu
Il « n'a pas d'équivalent physiquement en France » selon son ancien coéquipier Pierre Rabadan. Joueur très puissant, il possède en outre de réelles qualités athlétiques en matière de vitesse et d'endurance qui lui permettent d’être très présent dans les phases défensives, en particulier dans les phases de rucks où il excelle dans la faculté à gratter des ballons. Il se montre également efficace offensivement en franchissant et de par sa capacité à porter le ballon. Joueur très talentueux,, il a rapidement été considéré comme un des plus grands espoirs de sa génération mais sa carrière s'est vue ralentie par de nombreuses blessures.

## Statistiques

### Internationales
| Année | Compétition | Matchs | Points | Essais |
| ----- | ----------- | ------ | ------ | ------ |
| 2014  | Six Nations | 1      | 0      | 0      |
| 2014  | Test matchs | 2      | 0      | 0      |
| 2016  | Six Nations | 1      | 0      | 0      |
| Total | Total       | 4      | 0      | 0      |

## Palmarès

### En club
- Stade français
  - Vainqueur du Championnat de France en 2007 et 2015
  - Vainqueur du Challenge européen en 2017
  - Finaliste du Challenge européen en 2011 et 2013

### En sélection nationale

#### Tournoi des Six Nations
| Édition          | Rang | Résultats France | Résultats Burban | Matchs Burban |
| ---------------- | ---- | ---------------- | ---------------- | ------------- |
| Six Nations 2014 | 4    | 3 v, 0 n, 2 d    | 1 v, 0 n, 0 d    | 1/5           |
| Six Nations 2016 | 5    | 2 v, 0 n, 3 d    | 0 v, 0 n, 1 d    | 1/5           |

Légende : v = victoire ; n = match nul ; d = défaite ; la ligne est en gras quand il y a Grand Chelem.

### Distinctions personnelles
- Meilleure révélation de la LNR en 2007
- Oscars du Midi olympique :  Oscar de Bronze 2015
- Meilleur flanker de la saison 2013-2014 du Top 14 selon rugbyrama[12].